# Kween
Een kween of kwee is een onvruchtbaar dier dat geslachtskenmerken van beide geslachten bezit. Kwenen komen voor bij hoefdieren als runderen, varkens, schapen en geiten.
Iedere kween is genetisch een vrouwelijk dier, waarbij in meer of mindere mate geslachtskenmerken van mannelijke dieren aanwezig zijn. Dergelijke afwijkingen ontstaan door geslachtsverandering tijdens de ontwikkeling in de baarmoeder. Deze verandering kan veroorzaakt worden tijdens een twee- of drielingdracht, waarbij beide geslachten aanwezig zijn. De hormonen van beide embryo's kunnen via het bloed het andere embryo bereiken. De geslachtshormonen afkomstig van het mannelijk embryo overheersen dan de  hormonen van het vrouwelijke embryo. De vrouwelijke geslachtskenmerken blijven onvoltooid en de mannelijke geslachtskenmerken ontwikkelen zich onvolkomen.

## Runderen
Het gebeurt niet vaak dat runderen meer dan een kalf per keer krijgen. Maar als er een tweeling van verschillend geslacht wordt geboren, is er meer dan 90% kans dat het vrouwelijke dier een kween is.

## Geiten
Tot het einde van de jaren 1970 was de eis dat melkgeiten ongehoornd moesten zijn. De ongehoornde geiten kregen echter veel bokken en kwenen. Ongeveer 15% van de geboren lammeren waren kwenen. Gehoornde geiten kregen vrijwel geen kwenen. Hieruit bleek dat er een samenhang is tussen het ontstaan van kwenen en het ontbreken van de hoornfactor. Sindsdien probeert men kwenen te voorkomen door erop te letten dat minstens een van de ouders in het bezit is van de hoornfactor.

## Etymologie
Kween is een verouderd woord dat vrouw betekent. Het bestaat nog als het Engelse queen en als het Scandinavische kvinne, dat overigens waarschijnlijk dichter bij het Nedersaksische kwenne staat.
Of deze betekenissen bij hetzelfde woord horen, is echter onzeker.